# Miguel de Bő
Miguel de Bő (en húngaro: Bői Mihály) (? - † septiembre de 1304), trigésimo primer arzobispo de Estrigonia (1303 - 1304).

## Biografía
Miguel era miembro de la antigua nación húngara de los Bő, y había obtenido el grado de magíster en teología. En 1277 fue deán de Ózd, y entre 1287 y 1296 fue gran prepósito de Gyulafehérvár. Tras la muerte del rey Ladislao IV de Hungría en 1290, apoyó al candidato Andrés III de Hungría, quien fue coronado por ser nieto del rey Andrés II de Hungría, a pesar de haber nacido y crecido en Venecia. 
Fue nombrado obispo de Zagreb en 1296 luego de que muriese su antecesor Juan, quien apoyaba las pretensiones de la Casa de Anjou-Sicilia sobre el trono húngaro. El año de su nombramiento Miguel viajó a la ciudad de Zagreb con un contingente armado para expulsar del consejo canónigo a los adeptos de su antecesor. Apoyó a Albertino Morosino, tío materno del rey Andrés III, que lo nombró canciller en 1297.
En noviembre de 1303 fue nombrado a arzobispo de Estrigonia cuando el papa Bonifacio VIII reconoció las pretensiones al trono húngaro de Carlos Roberto de Anjou frente a Wenceslao III de Bohemia que se había hecho coronar. Miguel abandonó al rey checo y cambió al partido de Carlos Roberto, por lo que Wenceslao lo expulsó de la ciudad de Estrigonia.
Miguel murió al poco tiempo en septiembre de 1304.